# Proteonina
Proteonina, en ocasiones erróneamente denominado Arproteonum, es un género de foraminífero bentónico considerado un sinónimo posterior de Reophax de la subfamilia Reophacinae, de la familia Hormosinidae, de la superfamilia Hormosinoidea, del suborden Hormosinina y del orden Lituolida. Su especie tipo era Reophax difflugiformis. Su rango cronoestratigráfico abarcaba desde el Cretácico superior hasta el Oligoceno.

## Discusión
Clasificaciones previas incluían Proteonina en la familia Hormosinidae y en el suborden Textulariina del orden Textulariida o en el orden Lituolida sin diferenciar el suborden Hormosinina.

## Clasificación
Se describieron numerosas especies de Proteonina. Entre las especies más interesantes o más conocidas destacaban:
- Proteonina circularis †
- Proteonina difflugiformis †
- Proteonina longicollis †

Un listado completo de las especies descritas en el género Proteonina puede verse en el siguiente anexo.